# Dœuil-sur-le-Mignon
Dœuil-sur-le-Mignon est une commune du Sud-Ouest de la France située dans le département de la Charente-Maritime (région Nouvelle-Aquitaine).
Ses habitants sont appelés les Dœuillois et les Dœuilloises.

## Géographie

### Situation géographique
Cette commune rurale est confinée dans les marges septentrionales de la Saintonge, province à laquelle elle a toujours appartenu.
Située dans le nord-ouest du canton de Saint-Jean-d'Angély, en limite de l'arrondissement de Rochefort, via le canton de Surgères, la commune jouxte, au nord, le département des Deux-Sèvres, en limite de l'arrondissement de Niort via le canton de Beauvoir-sur-Niort.
Le village est situé à 12 km de Loulay, mais les habitants de la commune se tournent davantage vers Surgères, autre chef-lieu de canton, bien mieux équipé en services et en commerces, et situé à 14 km au sud-ouest par la D 11.
Ils vont également à Niort, située à moins d'une trentaine de km au nord (28 km), et dont l'influence urbaine se fait ressentir dans ce coin retiré de la Saintonge.
Enfin, depuis 1981, la commune est traversée à l'est, par l'A10, dénommée l'Aquitaine et une aire de repos y a été aménagée. L' aire de repos de Dœuil-sur-le-Mignon est la première zone de service en bordure de l'A10 en entrant dans le nord du département de la Charente-Maritime.

### Communes limitrophes
| Priaires (Deux-Sèvres) | Thorigny-sur-le-Mignon (Deux-Sèvres) | Prissé-la-Charrière (Deux-Sèvres)                  |
| Marsais                | Dœuil-sur-le-Mignon                  | Belleville, Saint-Étienne-la-Cigogne (Deux-Sèvres) |
| Saint-Félix            | Migré                                | Villeneuve-la-Comtesse                             |

### Hydrographie

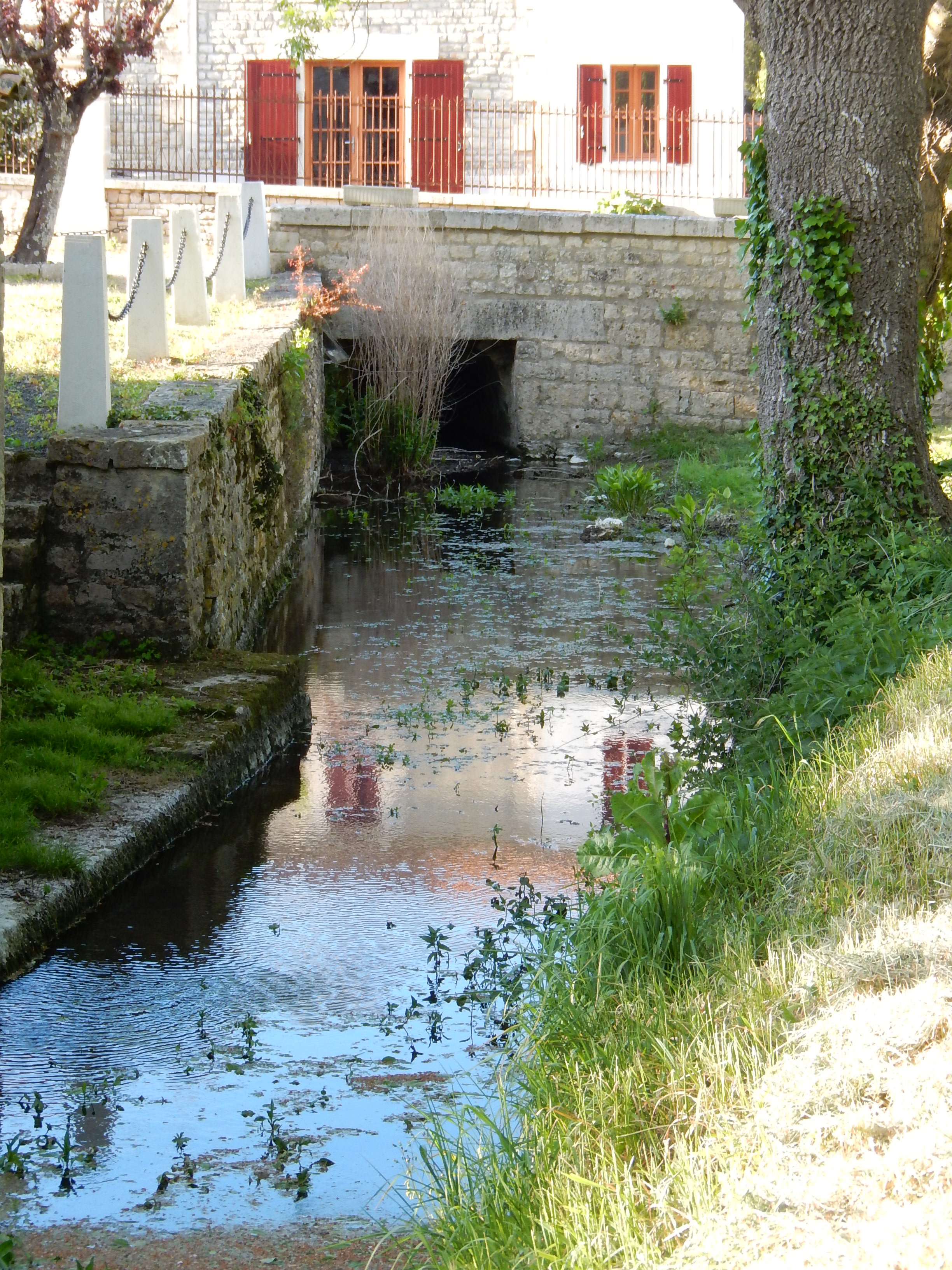
Le Mignon, près de l'église.

C'est dans cette commune que se trouve le lieu de source du Mignon qui naît à l'est du village, près du hameau des Connillières, non loin du département des Deux-Sèvres.
La rivière, qui est le plus long affluent de rive gauche de la Sèvre niortaise, traverse ensuite la commune d'est en ouest après avoir arrosé le village de Dœuil-sur-le-Mignon, près de son église romane, mais elle n'a encore l'aspect que d'un modeste ruisseau qui, lors des grandes périodes de sécheresse estivale est toujours à sec.
Le Mignon s'écoule ensuite dans le département voisin des Deux-Sèvres dans la commune de Thorigny-sur-le-Mignon.

### Végétation
Au sud du village, une grande forêt de feuillus la sépare de la commune voisine de Migré, elle fit l'objet d'un défrichement intensif à l'époque médiévale où fut créé le petit village de la Ville-aux-Moines, au toponyme fort évocateur. Cette forêt est une relique de l'antique forêt d'Argenson qui, au début du Moyen Âge, s'étendait de la forêt de Benon à celle d'Aulnay et servait de frontière naturelle entre les anciennes provinces du Poitou et de la Saintonge.

## Urbanisme

### Typologie
Au 1er janvier 2024, Dœuil-sur-le-Mignon est catégorisée commune rurale à habitat dispersé, selon la nouvelle grille communale de densité à 7 niveaux définie par l'Insee en 2022.
Elle est située hors unité urbaine et hors attraction des villes,.

### Occupation des sols
L'occupation des sols de la commune, telle qu'elle ressort de la base de données européenne d’occupation biophysique des sols Corine Land Cover (CLC), est marquée par l'importance des territoires agricoles (89,2 % en 2018), en augmentation par rapport à 1990 (87,8 %). La répartition détaillée en 2018 est la suivante : 
terres arables (73,1 %), zones agricoles hétérogènes (9,8 %), forêts (7 %), prairies (6,3 %), zones urbanisées (2,1 %), zones industrielles ou commerciales et réseaux de communication (1,7 %). L'évolution de l’occupation des sols de la commune et de ses infrastructures peut être observée sur les différentes représentations cartographiques du territoire : la carte de Cassini (XVIIIe siècle), la carte d'état-major (1820-1866) et les cartes ou photos aériennes de l'IGN pour la période actuelle (1950 à aujourd'hui).

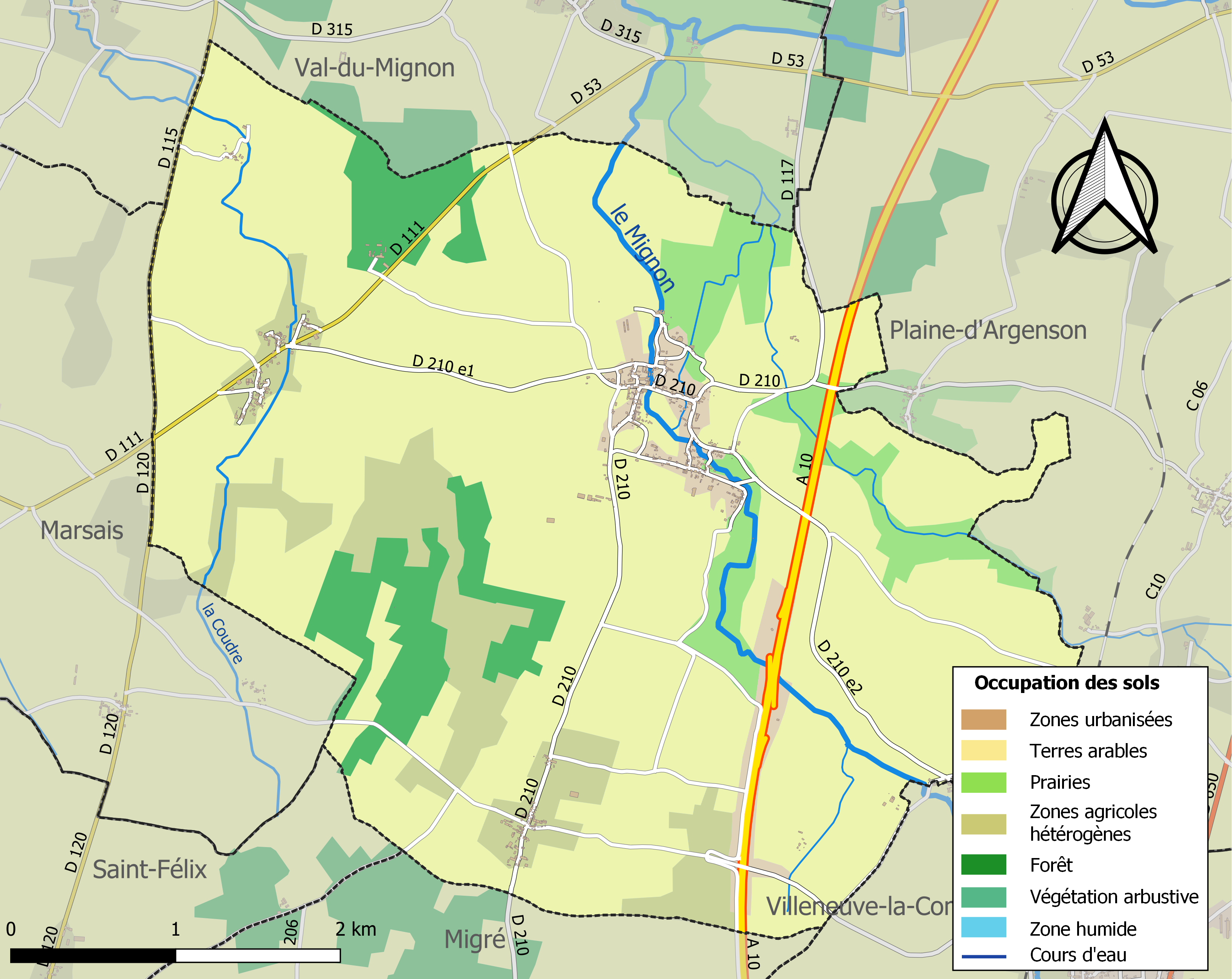
Carte des infrastructures et de l'occupation des sols de la commune en 2018 (CLC).

### Risques majeurs
Le territoire de la commune de Dœuil-sur-le-Mignon est vulnérable à différents aléas naturels : météorologiques (tempête, orage, neige, grand froid, canicule ou sécheresse), inondations et séisme (sismicité modérée). Il est également exposé à un risque technologique,  le transport de matières dangereuses. Un site publié par le BRGM permet d'évaluer simplement et rapidement les risques d'un bien localisé soit par son adresse soit par le numéro de sa parcelle.

#### Risques naturels
Certaines parties du territoire communal sont susceptibles d’être affectées par le risque d’inondation par débordement de cours d'eau, notamment le Mignon. La commune a été reconnue en état de catastrophe naturelle au titre des dommages causés par les inondations et coulées de boue survenues en 1982, 1983, 1999, 2010 et 2013,.

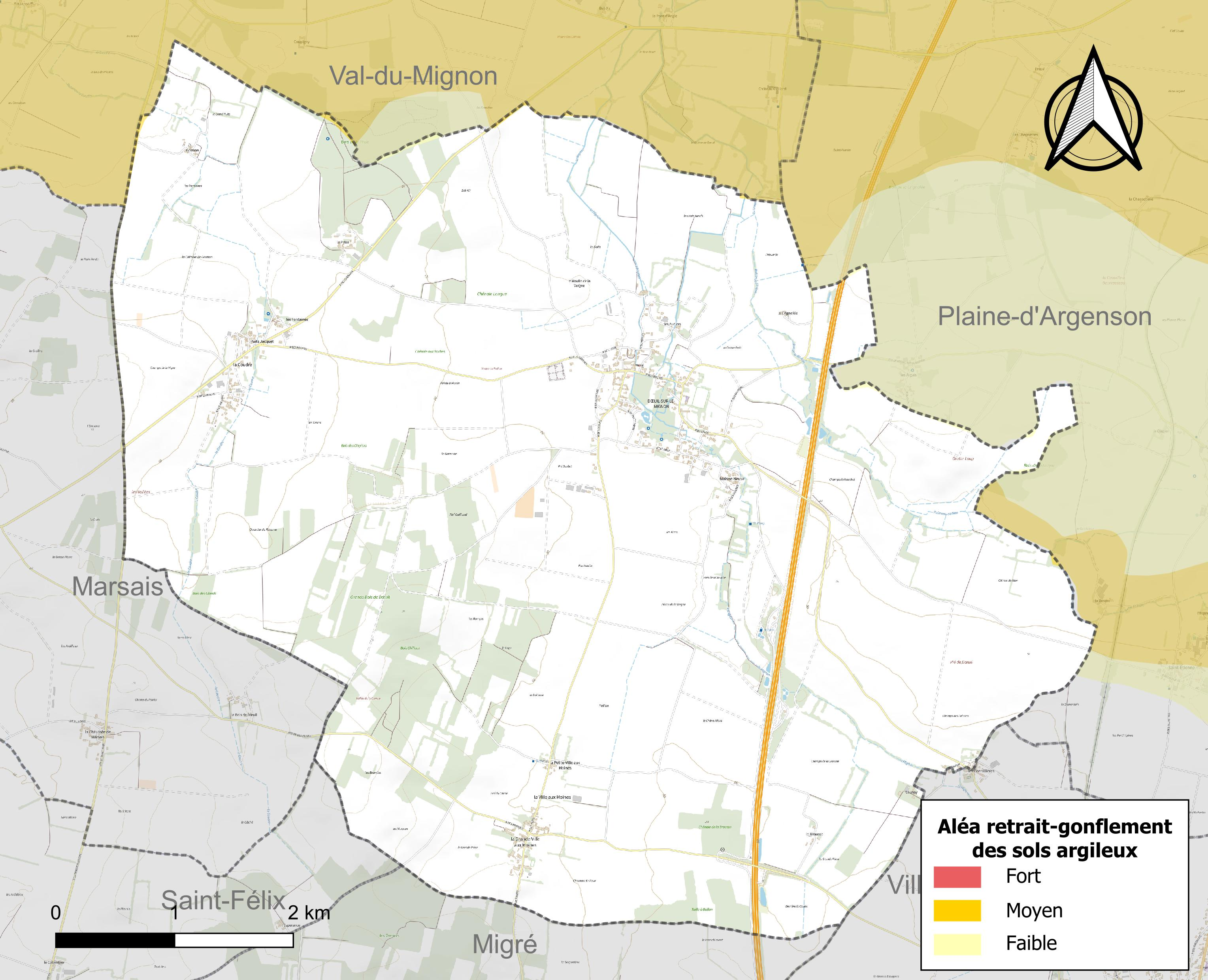
Carte des zones d'aléa retrait-gonflement des sols argileux de Dœuil-sur-le-Mignon.

Le retrait-gonflement des sols argileux est susceptible d'engendrer des dommages importants aux bâtiments en cas d’alternance de périodes de sécheresse et de pluie. 0,1 % de la superficie communale est en aléa moyen ou fort (54,2 % au niveau départemental et 48,5 % au niveau national). Sur les 240 bâtiments dénombrés sur la commune en 2019,  aucun n'est en aléa moyen ou fort, à comparer aux 57 % au niveau départemental et 54 % au niveau national. Une cartographie de l'exposition du territoire national au retrait gonflement des sols argileux est disponible sur le site du BRGM,.
Par ailleurs, afin de mieux appréhender le risque d’affaissement de terrain, l'inventaire national des cavités souterraines permet de localiser celles situées sur la commune.
Concernant les mouvements de terrains, la commune a été reconnue en état de catastrophe naturelle au titre des dommages causés par la sécheresse en 2005 et par des mouvements de terrain en 1983, 1999 et 2010.

#### Risques technologiques
Le risque de transport de matières dangereuses sur la commune est lié à sa traversée par une ou des infrastructures routières ou ferroviaires importantes ou la présence d'une canalisation de transport d'hydrocarbures. Un accident se produisant sur de telles infrastructures est susceptible d’avoir des effets graves sur les biens, les personnes ou l'environnement, selon la nature du matériau transporté. Des dispositions d’urbanisme peuvent être préconisées en conséquence.

## Lieux et monuments
- Tumulus des Brandes : ce très long tumulus (130 m de long et 25 m de large, soit le plus long du département) situé au lieu-dit Les Brandes date d'une période indéterminée mais il existe dans la région de nombreux tumuli datés du Néolithique auxquels il pourrait être apparenté[14].
- Église Notre-Dame de l'Assomption : édifice construit au douzième siècle, à clocher roman de forme carrée, à abside demi-circulaire. Inscrite à l'inventaire des monuments historiques[15].
- Un moulin à eau, et un moulin à vent, au nord du village.

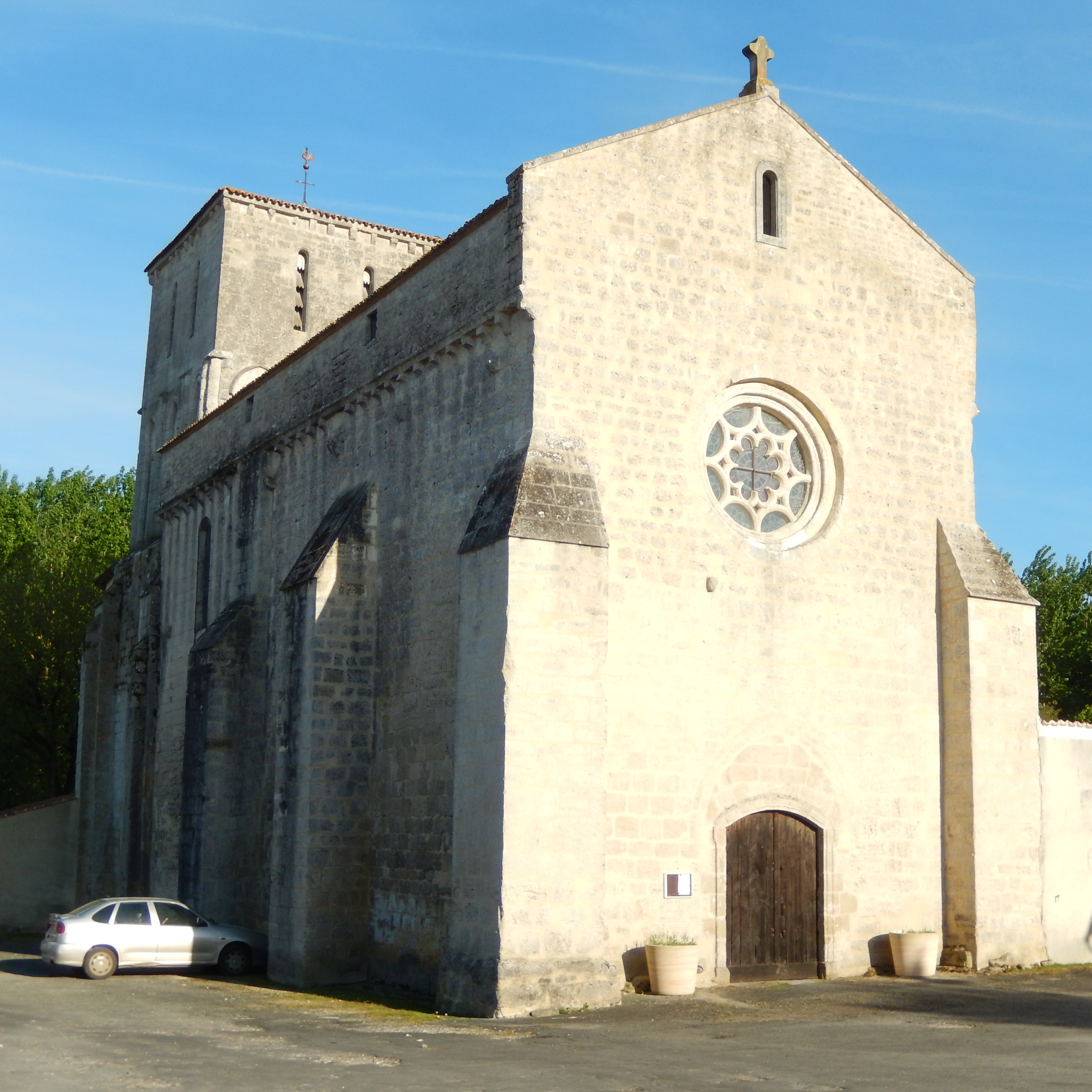
L'église de Dœuil…
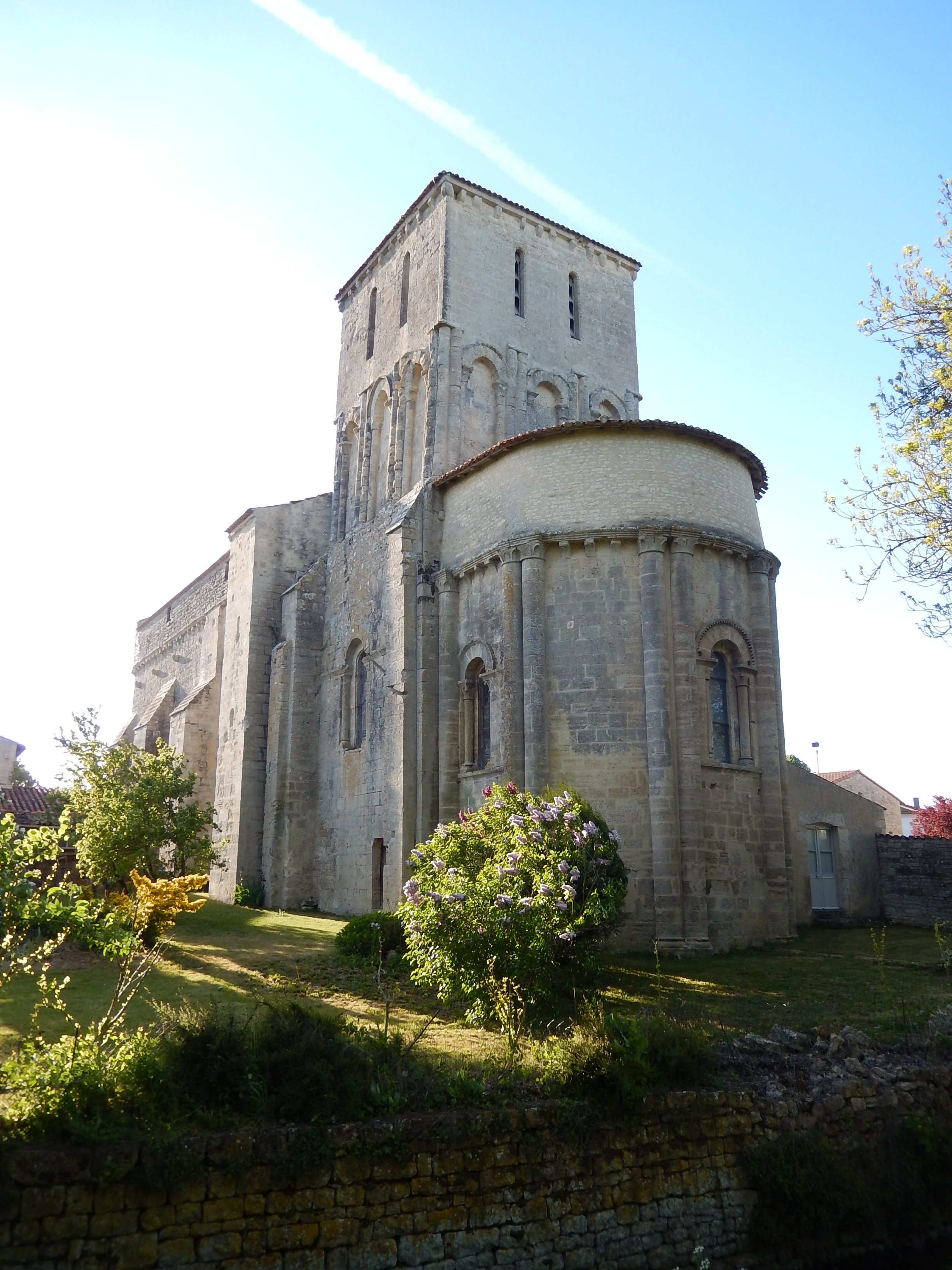
…et son abside en demi-cercle.
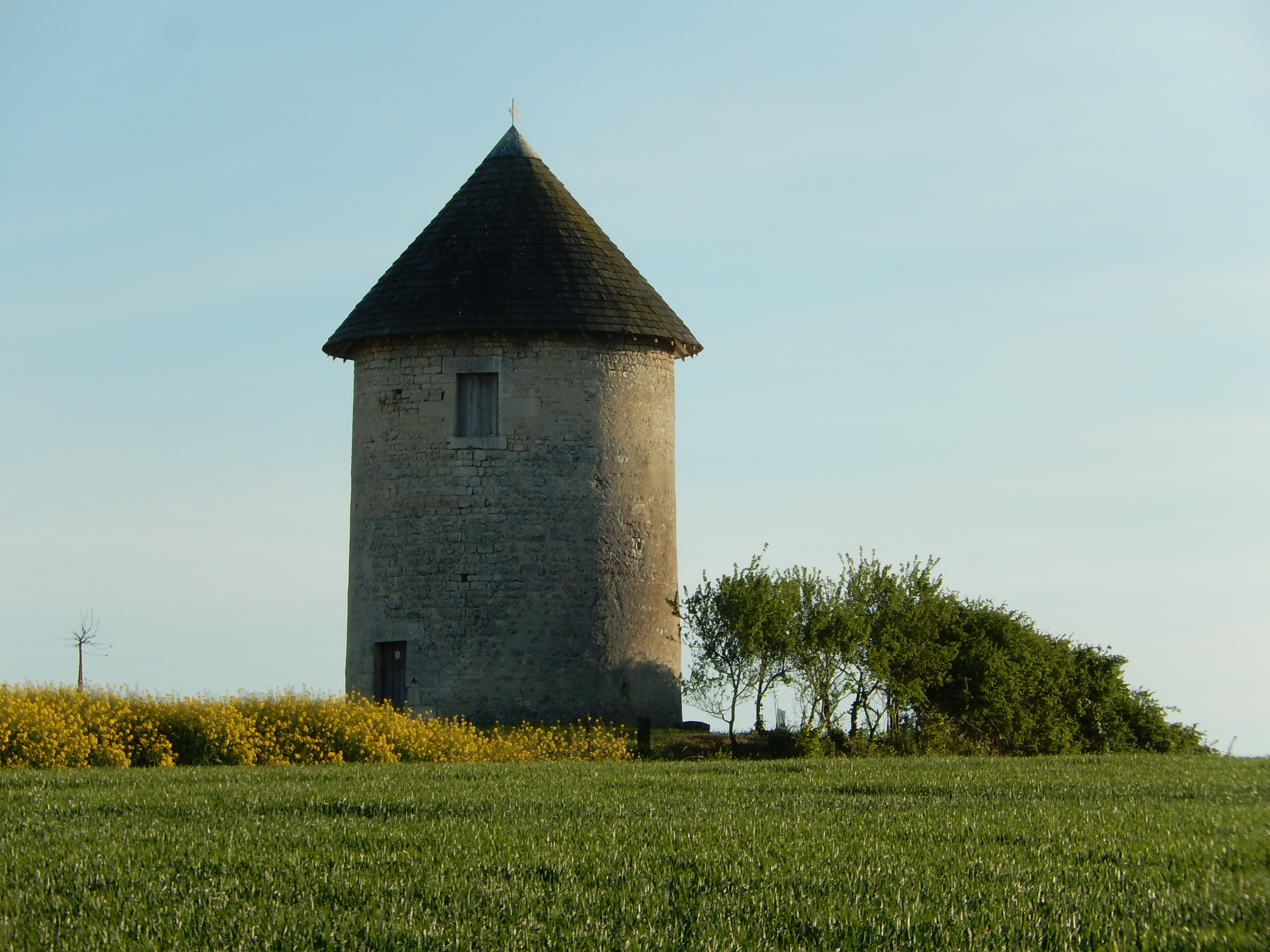
Le moulin à vent.
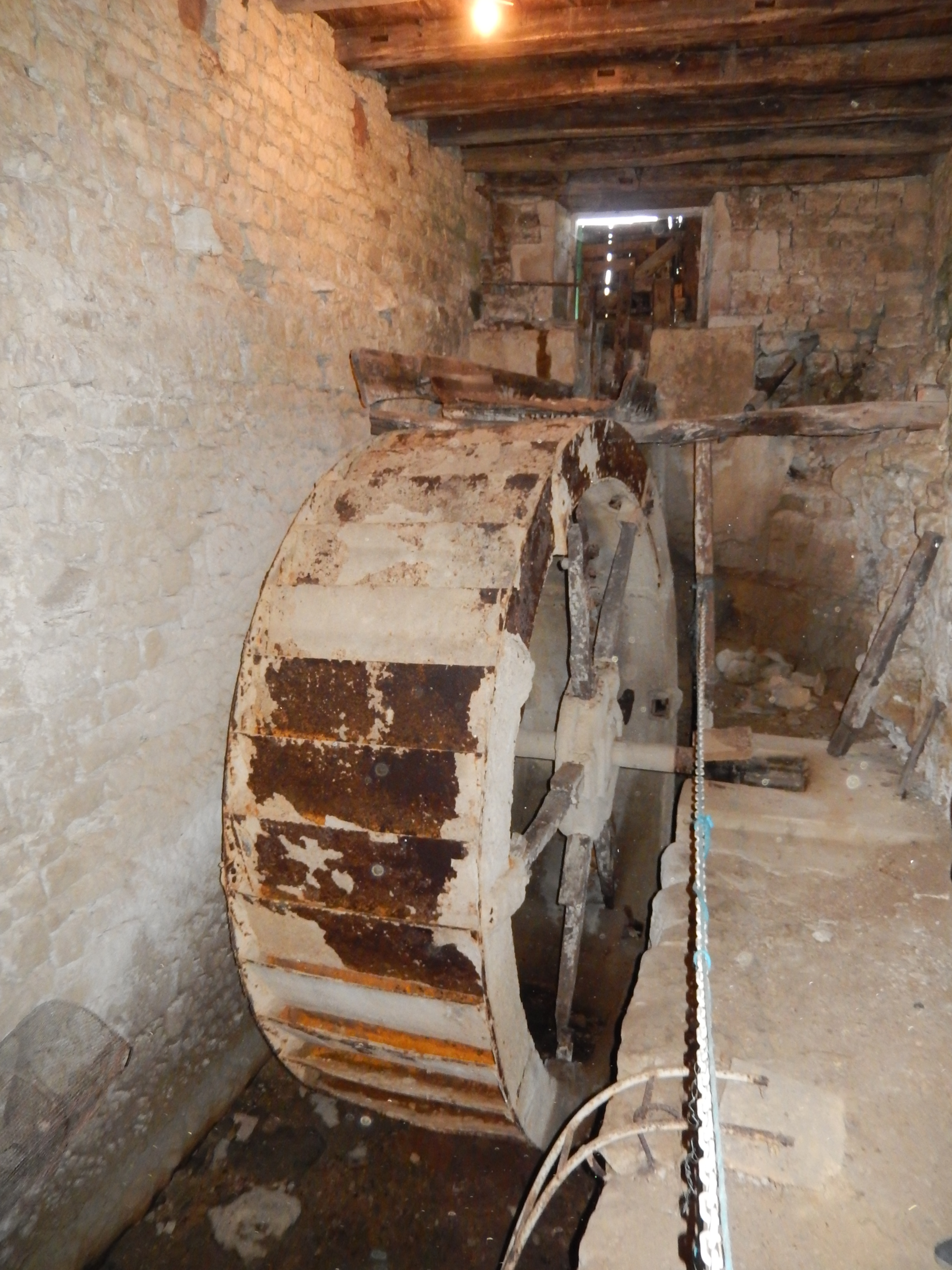
La roue du moulin à eau.

## Administration

### Liste des maires

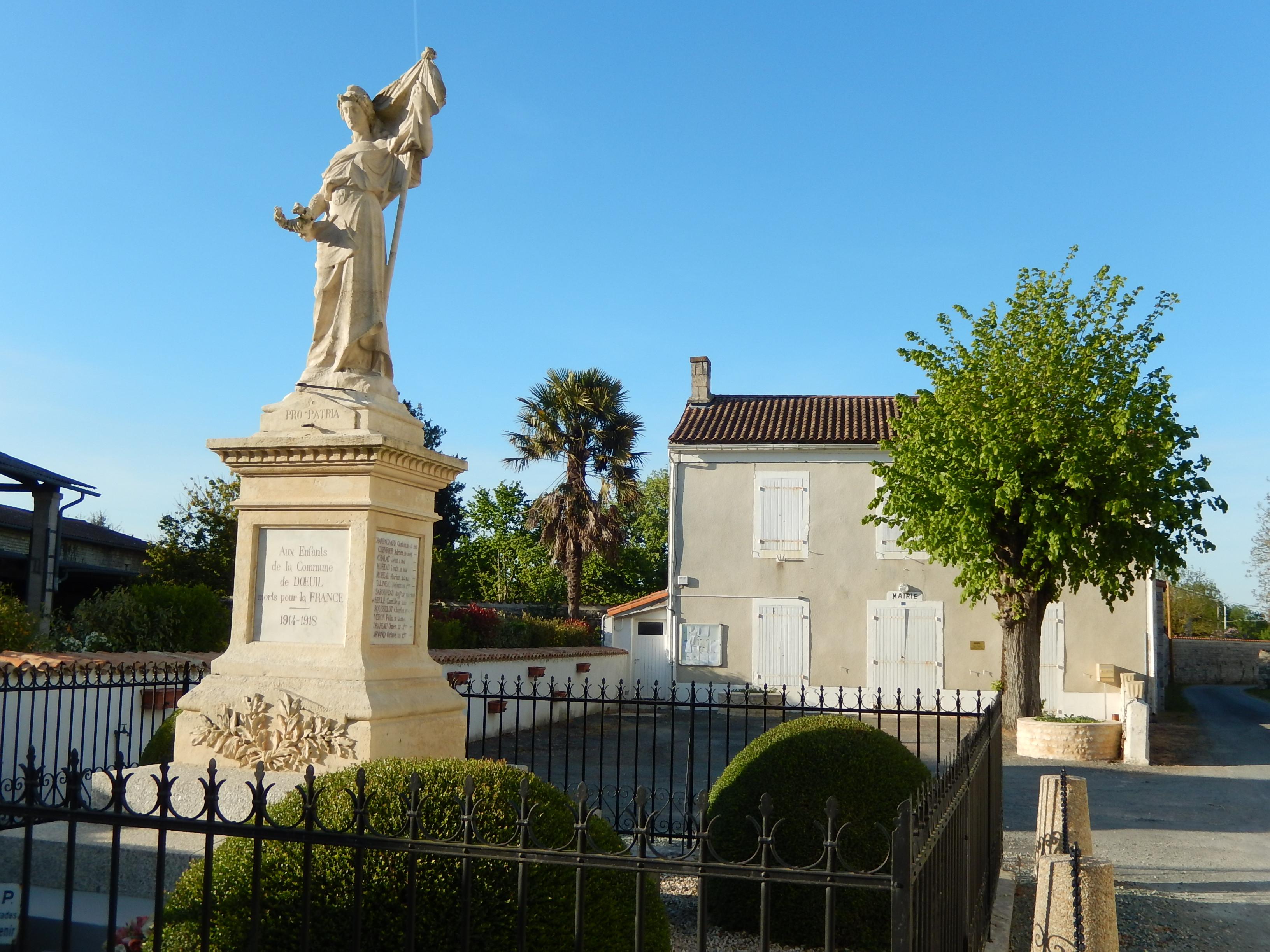
La mairie, derrière le monument aux morts.

| Période                                  | Période  | Identité         | Étiquette | Qualité |
| ---------------------------------------- | -------- | ---------------- | --------- | ------- |
| 2001                                     | 2014     | Patrice Vigneron |           |         |
| 2014                                     | 2022     | Francis Laroche  |           |         |
| 13 décembre 2022                         | En cours | Jacques Trouvat  |           |         |
| Les données manquantes sont à compléter. |          |                  |           |         |

## Population et société

### Démographie

#### Évolution démographique
L'évolution du nombre d'habitants est connue à travers les recensements de la population effectués dans la commune depuis 1793. Pour les communes de moins de 10 000 habitants, une enquête de recensement portant sur toute la population est réalisée tous les cinq ans, les populations de référence des années intermédiaires étant quant à elles estimées par interpolation ou extrapolation. Pour la commune, le premier recensement exhaustif entrant dans le cadre du nouveau dispositif a été réalisé en 2006.

En 2022, la commune comptait 373 habitants, en évolution de +10,03 % par rapport à 2016 (Charente-Maritime : +4,04 %, France hors Mayotte : +2,11 %).
| 1793 | 1800 | 1806 | 1821 | 1831 | 1836 | 1841 | 1846 | 1851 |
| ---- | ---- | ---- | ---- | ---- | ---- | ---- | ---- | ---- |
| 760  | 708  | 794  | 831  | 875  | 887  | 920  | 912  | 953  |

| 1856 | 1861 | 1866 | 1872 | 1876 | 1881 | 1886 | 1891 | 1896 |
| ---- | ---- | ---- | ---- | ---- | ---- | ---- | ---- | ---- |
| 939  | 880  | 909  | 912  | 912  | 913  | 739  | 705  | 670  |

| 1901 | 1906 | 1911 | 1921 | 1926 | 1931 | 1936 | 1946 | 1954 |
| ---- | ---- | ---- | ---- | ---- | ---- | ---- | ---- | ---- |
| 642  | 617  | 651  | 598  | 627  | 572  | 594  | 515  | 494  |

| 1962 | 1968 | 1975 | 1982 | 1990 | 1999 | 2006 | 2011 | 2016 |
| ---- | ---- | ---- | ---- | ---- | ---- | ---- | ---- | ---- |
| 482  | 436  | 361  | 325  | 327  | 320  | 325  | 339  | 339  |

| 2021 | 2022 | - | - | - | - | - | - | - |
| ---- | ---- | - | - | - | - | - | - | - |
| 361  | 373  | - | - | - | - | - | - | - |

## Culture locale et patrimoine

### Héraldique
| Blason de Dœuil-sur-le-Mignon | Blason  | Parti : au 1er d'azur à la mitre d'argent, au 2e d'argent au lion de gueules, armé et lampassé d'or, le tout sommé d'un chef ondé de sinople chargé d'une gerbe de blé d'or liée de gueules et accotée de deux grappes de raisin tigées et feuillées d'or. |
| Blason de Dœuil-sur-le-Mignon | Détails | Le statut officiel du blason reste à déterminer. |